# Caddella croeseri
Espèce
Caddella croeseri est une espèce d'opilions dyspnois de la famille des Acropsopilionidae.

## Distribution
Cette espèce est endémique d'Afrique du Sud. Elle se rencontre au Cap-Occidental, au Cap-Oriental et au KwaZulu-Natal.

## Description
Le mâle holotype mesure 2,56 mm et la femelle paratype 3,06 mm, les mâles mesurent de 2,41 à 2,56 mm.

## Systématique et taxinomie
Cette espèce a été décrite par Staręga en 1988.

## Étymologie
Cette espèce est nommée en l'honneur de Peter M. C. Croeser.

## Publication originale
- Staręga, 1988 : « A new species of Caddella (Opiliones: Caddidae) from South Africa. » Annals of the Natal Museum, vol. 29, no 2, p. 529–532 (texte intégral).